# Аньцін

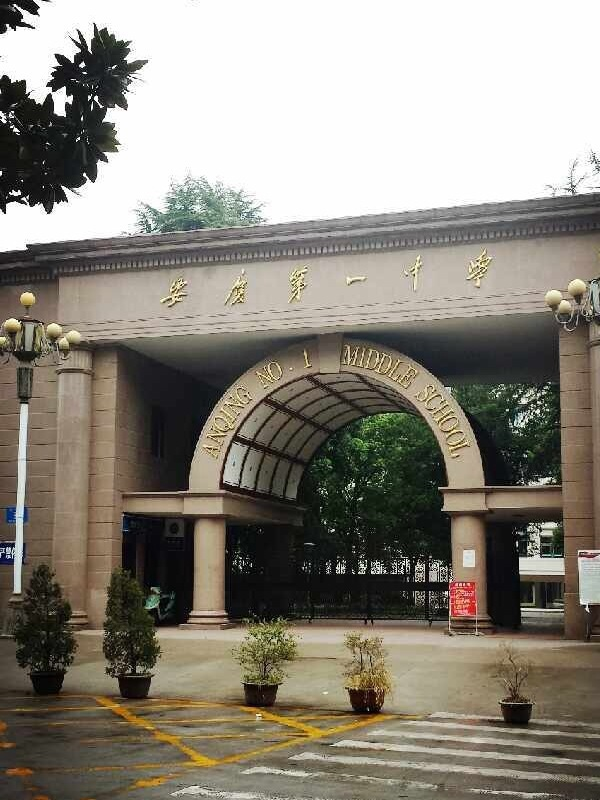
Середня школа в Аньціні

Аньці́н, також Хуайні́н — місто на сході Китайської Народної Республіки, розташоване в південно-західній частині провінції Аньхой. До 1953 року було адміністративним центром цієї провінції. Наразі є важливим портом на річці Янцзи. Станом на 2010 рік місто налічувало 780 514 мешканців.
В місті працюють промислові підприємства текстильної, харчової, гірничої галузей; існує виробництво чаю, паперу, китайської туші.

## Клімат
Місто знаходиться у зоні, котра характеризується вологим субтропічним кліматом. Найтепліший місяць — липень із середньою температурою 28.9 °C (84 °F). Найхолодніший місяць — січень, із середньою температурою 4.4 °С (40 °F).
| Клімат Аньціна          | Клімат Аньціна | Клімат Аньціна | Клімат Аньціна | Клімат Аньціна | Клімат Аньціна | Клімат Аньціна | Клімат Аньціна | Клімат Аньціна | Клімат Аньціна | Клімат Аньціна | Клімат Аньціна | Клімат Аньціна | Клімат Аньціна |
| Показник                | Січ.           | Лют.           | Бер.           | Квіт.          | Трав.          | Черв.          | Лип.           | Серп.          | Вер.           | Жовт.          | Лист.          | Груд.          | Рік            |
| Абсолютний максимум, °C | 18             | 23             | 28             | 32             | 34             | 38             | 38             | 38             | 37             | 36             | 30             | 26             | 38             |
| Середній максимум, °C   | 6              | 8              | 12             | 20             | 25             | 28             | 31             | 31             | 26             | 21             | 15             | 9              | 20             |
| Середня температура, °C | 4              | 6              | 10             | 16             | 21             | 25             | 28             | 28             | 23             | 18             | 12             | 6              | 17             |
| Середній мінімум, °C    | 1              | 3              | 7              | 13             | 18             | 22             | 26             | 25             | 21             | 15             | 8              | 3              | 13             |
| Абсолютний мінімум, °C  | −11            | −7             | 0              | 2              | 10             | 13             | 16             | 20             | 11             | 5              | −1             | −7             | −11            |
| Норма опадів, мм        | 30             | 60             | 110            | 150            | 190            | 230            | 180            | 100            | 80             | 60             | 50             | 30             | 1360           |
| ----------------------- | -------------- | -------------- | -------------- | -------------- | -------------- | -------------- | -------------- | -------------- | -------------- | -------------- | -------------- | -------------- | -------------- |
| Джерело: Weatherbase    |                |                |                |                |                |                |                |                |                |                |                |                |                |

## Міста-побратими
- США, Калабасас
- Японія, Ібаракі
- Туреччина, Кютах'я